# عنابلو
عنابلو هي قرية في مقاطعة خدا أفرين، إيران. عدد سكان هذه القرية هو 283 في سنة 2006.